# 五坊小兒
五坊小兒是對唐德宗到唐順宗年間，宮廷內五坊的工作人員的蔑稱。五坊是指皇宮內的雕坊、鶻坊、鷂坊、鷹坊和狗坊這五坊。當時，這些人在民間捕捉鳥雀，並且還會搶奪百姓的財物。韓愈的《順宗實錄》曾記載，這些人如果在住民的門口佈網，那麼這一戶人家就不能從這個門出入。如果在井上佈網的話，則不讓人從這口井裏打水，如果走進了的話，就會被痛打一頓，出錢求饒他們才會離開。有時候，他們出門吃飯時，會直接賴賬，如果這家店的主人找他們要錢，則一般會被打罵。

## 廢除
唐順宗在還未即位時，就已經知道了五坊小兒這個問題，常常想要將其廢止。在他即位後不久，開始任用以王叔文爲首的二王八司馬改革派。該派實行了一系列政策，其中就包括了廢除欺壓百姓的宮市以及五坊小兒。

## 評價
章立凡曾經評價五坊小兒爲“禽獸”。

## 腳註/來源
1. 1 2  章立凡. . 人民網.   [2014年4月28日]. （原始内容存档于2015年9月24日）.
2. 1 2  韓愈. . . 貞元末，五坊小兒，張捕鳥雀於閭裏，皆為暴橫以取錢物。至其張羅網於門，不許人出入者。或有張井上者，使不得汲水，近之輒曰：「汝驚供奉鳥雀。」痛毆之，出錢物求謝，乃去。或相聚飲食於肆，醉飽而去，賣者或不知，就索其直，多被毆罵。或時留蛇一囊為質，曰：「此蛇所以致鳥雀而捕之者，今留付汝，幸善飼之，勿令饑渴。」賣者愧謝求哀，乃攜而去。上在春宮時，則知其弊，常欲奏禁之。
3. ↑  傅樂成. . . 1993.